# Госфред II (граф Руссильона)
Госфред II (фр. Gausfred II; умер в 1074) — граф Руссильона с не позднее чем 1029 года. Сын Гислаберта I.
К моменту смерти отца Госфред II был ещё ребёнком. Воспользовавшись его малолетством, свои претензии на Руссильон предъявил брат покойного — граф Ампурьаса Гуго.
За Госфреда II вступился Бернар I, граф Безалю. Война продолжалась до тех пор, пока при посредничестве епископа Вика Олибы не был заключен мир.
В 1040 году, когда Гуго умер, Госфред II разграбил Ампурьас.
Жену Госфреда II звали Аделаида. У них было 5 детей: Гислаберт II, Арнальд-Госфред, Беренгер, Суньер (будущий епископ Эльны), Герсенда.
Считается, что Госфред II умер в 1074 году, хотя последний раз он упоминается в документах в связи с событиями декабря 1058 года.